# 恋 (Hi-Fi CAMPの曲)
「恋」は、Hi-Fi CAMPの2枚目のシングルである。2008年11月5日発売。

## 収録曲
1. 恋
  - 作詞：KIM・SOYA / 作曲：Hi-Fi CAMP / 編曲：AIBA
2. Beautiful
  - 作詞：KIM・SOYA / 作曲：Hi-Fi CAMP / 編曲：AIBA